# Louis-Charles Caigniez
Louis-Charles Caigniez, né le  13 avril 1762 à Clermont-en-Beauvaisis ou à Arras, et mort le 19 février 1842 à Belleville (Seine), est un auteur dramatique français.

## Biographie
Après avoir obtenu une licence en droit à l'École de droit de Douai, Louis-Charles Caignez devient avocat au Conseil d'Artois. Les institutions judiciaires de l'Ancien régime ayant été abrogées sous la Révolution, il profite de la réforme de la Justice pour quitter le barreau et se lancer dans une carrière théâtrale qui le tentait depuis des années. Sa première pièce connue La Forêt enchantée ou la belle au Bois-dormant, un mélodrame en trois actes, est représentée en mai 1800 sur la scène du théâtre de la Gaîté.
Doué d’un véritable talent pour la scène, Caigniez rivalisa sur les théâtres du boulevard avec Guilbert de Pixérécourt et fut surnommé « le Racine du mélodrame », dont Pixérécourt était appelé le Corneille.
Caigniez avait assez de goût littéraire pour réussir dans des œuvres plus délicates. Son Volage, comédie en trois actes, qui fut représentée en 1807 au théâtre Louvois et sa Méprise en diligence, autre comédie en trois actes, qui fut jouée au théâtre Favart en 1819, se distinguent par des situations originales et comiques.
Les principaux succès de cet auteur dans le mélodrame sont : le Jugement de Salomon (1802) et la Pie voleuse, ou la Servante de Palaiseau (1815). Ces deux pièces furent représentées longtemps avec la même vogue, tant à Paris que dans les villes de la province et de l’étranger; Rossini composa un opéra sur la seconde. On cite encore parmi les ouvrages de Caigniez : les Amants en poste (1804) ; Androclès, ou le Lion reconnaissant (1804) ; la Forêt d’Hermanstadt (1805) ; les Enfants du bûcheron (1809) ; la Fille adoptive, ou les deux mères rivales (1810) ; le Juif-Errant (1812) ; la Morte vivante (1813) ; Jean de Calais (1815) ; les Corbeaux accusateurs (1817); Ugolin, ou la Tour de la Faim (1821); la Belle au bois dormant (1822), etc.

## Œuvres
- 1794 : Couplets sur la victoire remportée par les français dans les plaines de Fleurus, le 8 messidor, couplets chantés à Bapaume le jour de la fête de l'Etre Suprême
- 1800 : La Forêt enchantée, ou la Belle au Bois-dormant, mélodrame-féerie en trois actes mêlés de chants, danses et combats, musique de N. Leblanc, au théâtre de la Gaîté (25 floréal an VIII)
- 1801 : Nourjahad et Chérédin, ou l'Immortalité à l'épreuve, mélodrame en quatre actes en prose mêlés de chants et de danse, au théâtre de l'Ambigu-Comique (25 floréal an IX)
- 1802 : Le Jugement de Salomon, mélodrame en trois actes mêlés de chants et de danse, musique d'Adrien Quaisain, au théâtre de l'Ambigu (28 nivôse an X)
- 1804 : Les Amants en poste, ou la Magicienne supposée, comédie en trois actes, au théâtre de l'Ambigu (22 ventôse an XII)
- 1804 : Androclès, ou le Lion reconnaissant, mélodrame en trois actes, avec Débotières[4], au théâtre de la Gaîté (14 germinal an XII)
- 1805 : Richardet et Bradamante, ou les Fils Aymon, mélodrame en trois actes à grand spectacle, sujet tiré du poème de l'Arioste, chant 25, au théâtre de l'Ambigu (3 janvier)
- 1805 : L'Hermite du Mont-Pausilippe, mélodrame en trois actes tiré du roman des Quatre espagnols, musique d'Adrien Quaisain, au théâtre de l'Ambigu (5 mars)
- 1805 : Le Triomphe de David, mélodrame en trois actes, musique de N. Leblanc, au théâtre de la Gaîté (6 novembre)
- 1805 : La Forêt d’Hermanstadt, ou la Fausse époque, mélodrame en trois actes, musique d'Adrien Quaisain[5] et Henri Darondeau, au théâtre de l'Ambigu (4 décembre)
- 1806 : La Fille de la nature, ou Louise et Valborn, comédie en trois actes et en prose, imitée de l'allemand d'August Lafontaine, au théâtre de l'Ambigu (24 avril)
- 1806 : L'Illustre aveugle, mélodrame en trois actes et en prose à grand spectacle, musique d'Adrien Quaisain et Morange, au théâtre de l'Ambigu (13 octobre)
- 1807 : Le Faux Alexis, ou le Mariage par vengeance, mélodrame en trois actes en prose à grand spectacle, musique d'Adrien Quaisain et Henri Darondeau, au théâtre de l'Ambigu (8 mai)
- 1807 : Le Volage, ou le Mariage difficile, comédie en trois actes et en prose, au théâtre de l'Impératrice (24 septembre)
- 1807 : Les Souvenirs des premières amours, comédie en un acte et en prose, au théâtre de l'Impératrice (26 octobre)
- 1808 : La Belle-mère et les deux orphelines, mélodrame en trois actes et en prose, avec Fontenay, musique d'Alexandre Piccinni et Adrien Quaisain, au théâtre de l'Ambigu (10 novembre)
- 1809 : Les Enfants du bûcheron, mélodrame en trois actes à grand spectacle, avec Henri Lemaire, au théâtre de l'Ambigu (24 janvier)
- 1810 : Jean de Calais, mélodrame en trois actes, au théâtre de l'Ambigu (4 janvier)
- 1810 : La Fille adoptive, ou les Deux mères rivales, mélodrame en trois actes tiré du roman de Mme de Genlis, musique de Gérardin-Lacour, au théâtre de la Gaîté (3 mai)
- 1810 : Henriette et Adhémar, ou la bataille de Fontenoy, mélodrame en trois actes, avec Bernhard, musique de Gérardin-Lacour, au théâtre de l'Ambigu (25 septembre)
- 1811 : Edgar, ou la Chasse aux loups, mélodrame en trois actes, en prose, à grand spectacle, musique d'Adrien Quaisain, au théâtre de l'Ambigu (17 décembre)
- 1812 : Le Juif errant, mélodrame en trois actes et à grand spectacle, musique d'Alexandre Piccinni, au théâtre de la Gaîté (7 janvier)
- 1813 : La Folle de Wolfenstein, mélodrame en trois actes et à grand spectacle, musique d'Adrien Quaisain et J. Lanusse, au théâtre de l'Ambigu (6 janvier)
- 1813 : La Morte vivante, mélodrame en trois actes et à grand spectacle, musique de N. Leblanc, au théâtre de la Gaîté (19 juin)
- 1813 : L'Enfant et l'amour, mélodrame en trois actes et en prose, imité de l'allemand de Kotzebue, musique de J. Lanusse, au théâtre de l'Ambigu (25 septembre)
- 1814 : L'Enfant venu par la fenêtre, comédie en trois actes et en prose, au théâtre de l'Ambigu (3 novembre)
- 1815 : La Pie voleuse ou la Servante de Palaiseau, mélodrame historique en 3 actes de Louis-Charles Caigniez et Théodore Baudouin d'Aubigny, musique d'Alexandre Piccinni, au Théâtre de la Porte-Saint-Martin (29 avril)
- 1816 : Imposture et vérité, mélodrame en trois actes et en prose, avec Louis (Louis-François de Bilderbeck), musique d'Adrien Quaisain et François Amédée, théâtre de l'Ambigu (9 mai)
- 1816 : La Petite bohémienne, mélodrame en trois acte imité de Kotzebue, musique d'Amédée et Rénat, au théâtre de l'Ambigu (7 novembre)
- 1816 : Les Corbeaux accusateurs, ou la Forêt de Cercottes, mélodrame historique en trois actes et en prose, avec Servant[6], musique d'Alexandre Piccinni, au théâtre de la Porte-Saint-Martin (17 décembre)
- 1818 : Azendaï, ou le Nécessaire et le superflu, mélodrame comique en trois actes et à grand spectacle, sujet tiré d'un conte de M. Adrien de Sarrazin[7], musique de Nicolas Schaffner[8], au théâtre de la Porte-Saint-Martin (6 août)
- 1819 : La Méprise de diligence, comédie en trois actes et en prose, au théâtre de l'Odéon (16 mars)
- 1820 : Ugolin, ou la Tour de la faim, mimodrame en trois actes avec Pierre Villiers, musique d'Eugène Sergent, au Cirque-Olympique (14 décembre)
- 1821 : Le Mandarin Hoang-Pouf, ou l'Horoscope, folie en un acte avec Louis-François de Bilderbeck[9], au théâtre de la Porte-Saint-Martin (5 mai)
- 1821 : André, ou la Maison des bois, comédie en un acte, au théâtre de l'Ambigu (25 octobre).

## Sources
- Gustave Vapereau, Dictionnaire universel des littératures, Paris, Hachette, 1876, p. 844